# کالینگز لیکس (نیوجرسی)
کالینگز لیکس (به انگلیسی: Collings Lakes) یک منطقهٔ مسکونی در ایالات متحده آمریکا است که در شهرستان آتلانتیک، نیوجرسی واقع شده‌است. کالینگز لیکس ۱٫۸۱۶ کیلومتر مربع مساحت و ۱٬۷۰۶ نفر جمعیت دارد و ۲۴ متر بالاتر از سطح دریا واقع شده‌است.